# Hrastnik pri Trojanah
Hrastnik pri Trojanah je naselje v Občini Zagorje ob Savi.